# Maxim De Cuyper
Maxim De Cuyper (Knokke-Heist, 22 dicembre 2000) è un calciatore belga, difensore del Brighton e della nazionale belga.

## Caratteristiche tecniche
È un terzino sinistro di spinta che può essere schierato anche sulla linea dei centrocampisti.

## Carriera

### Club
Cresciuto nel settore giovanile del Club Bruges, ha debuttato con la prima squadra il 20 febbraio 2020 giocando da titolare l'incontro dei sedicesimi di finale di UEFA Europa League 2019-2020 pareggiato 1-1 contro il Manchester Utd. Una settimana più tardi è stato nuovamente impiegato nella sfida di ritorno, persa per 5-0.

### Nazionale
Ha giocato nelle nazionali giovanili belghe Under-16, Under-19 ed Under-21.
Nel 2023 ha partecipato agli Europei Under-21.
Il 28 maggio 2024 viene inserito nella lista dei 26 convocati per Euro 2024 dalla nazionale maggiore, con cui esordisce Il 5 giugno seguente nell'amichevole vinta 2-0 contro il Montenegro.
Il 10 ottobre 2024 realizza la sua prima rete per il Belgio nel pareggio per 2-2 contro l'Italia.

## Statistiche

### Presenze e reti nei club
Statistiche aggiornate al 25 maggio 2025.
| Stagione           | Squadra            | Campionato         | Campionato | Campionato | Coppe nazionali | Coppe nazionali | Coppe nazionali | Coppe continentali | Coppe continentali | Coppe continentali | Altre coppe | Altre coppe | Altre coppe | Totale | Totale | Totale |
| Stagione           | Squadra            | Comp               | Pres       | Reti       | Comp            | Pres            | Reti            | Comp               | Pres               | Reti               | Comp        | Pres        | Reti        | Pres   | Reti   |        |
| ------------------ | ------------------ | ------------------ | ---------- | ---------- | --------------- | --------------- | --------------- | ------------------ | ------------------ | ------------------ | ----------- | ----------- | ----------- | ------ | ------ | ------ |
| 2019-2020          | Club Bruges        | D1                 | 0          | 0          | CB              | 0               | 0               | UEL                | 2                  | 0                  | -           | -           | -           | 2      | 0      |        |
| 2020-2021          | Club Bruges        | D1                 | 0          | 0          | CB              | 1               | 0               | UCL+UEL            | 0+2                | 0                  | -           | -           | -           | 3      | 0      |        |
| 2020-2021          | Club NXT           | D2                 | 20         | 5          | -               | -               | -               | -                  | -                  | -                  | -           | -           | -           | 20     | 5      |        |
| 2021-2022          | Westerlo           | D2                 | 25         | 6          | CB              | 3               | 0               | -                  | -                  | -                  | -           | -           | -           | 28     | 6      |        |
| 2022-2023          | Westerlo           | D1                 | 39         | 9          | CB              | 1               | 0               | -                  | -                  | -                  | -           | -           | -           | 40     | 9      |        |
| Totale Westerlo    | Totale Westerlo    | Totale Westerlo    | 64         | 15         |                 | 4               | 0               |                    | -                  | -                  |             | -           | -           | 68     | 15     |        |
| 2023-2024          | Club Bruges        | D1                 | 37         | 3          | CB              | 2               | 0               | UECL               | 16                 | 2                  | -           | -           | -           | 55     | 5      |        |
| 2024-2025          | Club Bruges        | D1                 | 37         | 3          | CB              | 5               | 0               | UCL                | 12                 | 1                  | SB          | -           | -           | 54     | 4      |        |
| Totale Club Bruges | Totale Club Bruges | Totale Club Bruges | 74         | 6          |                 | 8               | 0               |                    | 32                 | 3                  |             | -           | -           | 114    | 9      |        |
| Totale carriera    | Totale carriera    | Totale carriera    | 158        | 26         |                 | 12              | 0               |                    | 32                 | 3                  |             | -           | -           | 202    | 29     |        |

### Cronologia presenze e reti in nazionale
| Cronologia completa delle presenze e delle reti in nazionale ― Belgio | Cronologia completa delle presenze e delle reti in nazionale ― Belgio | Cronologia completa delle presenze e delle reti in nazionale ― Belgio | Cronologia completa delle presenze e delle reti in nazionale ― Belgio | Cronologia completa delle presenze e delle reti in nazionale ― Belgio | Cronologia completa delle presenze e delle reti in nazionale ― Belgio | Cronologia completa delle presenze e delle reti in nazionale ― Belgio | Cronologia completa delle presenze e delle reti in nazionale ― Belgio |
| Data                                                                  | Città                                                                 | In casa                                                               | Risultato                                                             | Ospiti                                                                | Competizione                                                          | Reti                                                                  | Note                                                                  |
| --------------------------------------------------------------------- | --------------------------------------------------------------------- | --------------------------------------------------------------------- | --------------------------------------------------------------------- | --------------------------------------------------------------------- | --------------------------------------------------------------------- | --------------------------------------------------------------------- | --------------------------------------------------------------------- |
| 5-6-2024                                                              | Bruxelles                                                             | Belgio                                                                | 2 – 0                                                                 | Montenegro                                                            | Amichevole                                                            | -                                                                     |                                                                       |
| 8-6-2024                                                              | Bruxelles                                                             | Belgio                                                                | 3 – 0                                                                 | Lussemburgo                                                           | Amichevole                                                            | -                                                                     | 16’                                                                   |
| 6-9-2024                                                              | Debrecen                                                              | Belgio                                                                | 3 – 1                                                                 | Israele                                                               | UEFA Nations League 2024-2025 - 1º turno                              | -                                                                     | 64’                                                                   |
| 10-10-2024                                                            | Roma                                                                  | Italia                                                                | 2 – 2                                                                 | Belgio                                                                | UEFA Nations League 2024-2025 - 1º turno                              | 1                                                                     |                                                                       |
| 14-10-2024                                                            | Bruxelles                                                             | Belgio                                                                | 1 – 2                                                                 | Francia                                                               | UEFA Nations League 2024-2025 - 1º turno                              | -                                                                     | 67’                                                                   |
| 14-11-2024                                                            | Bruxelles                                                             | Belgio                                                                | 0 – 1                                                                 | Italia                                                                | UEFA Nations League 2024-2025 - 1º turno                              | -                                                                     | 79’                                                                   |
| 20-3-2025                                                             | Murcia                                                                | Ucraina                                                               | 3 – 1                                                                 | Belgio                                                                | UEFA Nations League 2024-2025 - Play-off                              | -                                                                     | 88’                                                                   |
| 23-3-2025                                                             | Genk                                                                  | Belgio                                                                | 3 – 0                                                                 | Ucraina                                                               | UEFA Nations League 2024-2025 - Play-off                              | 1                                                                     | 69’                                                                   |
| 6-6-2025                                                              | Skopje                                                                | Macedonia del Nord                                                    | 1 – 1                                                                 | Belgio                                                                | Qual. Mondiali 2026                                                   | 1                                                                     | 78’                                                                   |
| 9-6-2025                                                              | Bruxelles                                                             | Belgio                                                                | 4 – 3                                                                 | Galles                                                                | Qual. Mondiali 2026                                                   | -                                                                     | 31’ 46’                                                               |
| Totale                                                                |                                                                       | Presenze                                                              | 10                                                                    |                                                                       | Reti                                                                  | 3                                                                     |                                                                       |

| Cronologia completa delle presenze e delle reti in nazionale ― Belgio under 21 | Cronologia completa delle presenze e delle reti in nazionale ― Belgio under 21 | Cronologia completa delle presenze e delle reti in nazionale ― Belgio under 21 | Cronologia completa delle presenze e delle reti in nazionale ― Belgio under 21 | Cronologia completa delle presenze e delle reti in nazionale ― Belgio under 21 | Cronologia completa delle presenze e delle reti in nazionale ― Belgio under 21 | Cronologia completa delle presenze e delle reti in nazionale ― Belgio under 21 | Cronologia completa delle presenze e delle reti in nazionale ― Belgio under 21 |
| Data                                                                           | Città                                                                          | In casa                                                                        | Risultato                                                                      | Ospiti                                                                         | Competizione                                                                   | Reti                                                                           | Note                                                                           |
| ------------------------------------------------------------------------------ | ------------------------------------------------------------------------------ | ------------------------------------------------------------------------------ | ------------------------------------------------------------------------------ | ------------------------------------------------------------------------------ | ------------------------------------------------------------------------------ | ------------------------------------------------------------------------------ | ------------------------------------------------------------------------------ |
| 23-9-2022                                                                      | Lovanio                                                                        | Belgio under 21                                                                | 1 – 2                                                                          | Paesi Bassi under 21                                                           | Amichevole                                                                     | -                                                                              | 46’                                                                            |
| 26-9-2022                                                                      | Valenciennes                                                                   | Francia under 21                                                               | 2 – 2                                                                          | Belgio under 21                                                                | Amichevole                                                                     | -                                                                              | 46’                                                                            |
| 24-3-2023                                                                      | San Pedro del Pinatar                                                          | Rep. Ceca under 21                                                             | 0 – 0                                                                          | Belgio under 21                                                                | Amichevole                                                                     | -                                                                              | 46’                                                                            |
| 27-3-2023                                                                      | San Pedro del Pinatar                                                          | Belgio under 21                                                                | 3 – 2                                                                          | Giappone under 21                                                              | Amichevole                                                                     | -                                                                              | 52’                                                                            |
| 15-6-2023                                                                      | ??                                                                             | Israele under 21                                                               | 0 – 2                                                                          | Belgio under 21                                                                | Amichevole                                                                     | -                                                                              | 46’                                                                            |
| 21-6-2023                                                                      | Tbilisi                                                                        | Belgio under 21                                                                | 0 – 0                                                                          | Paesi Bassi under 21                                                           | Europeo Under-21 2023 - 1º turno                                               | -                                                                              |                                                                                |
| 24-6-2023                                                                      | Tbilisi                                                                        | Georgia under 21                                                               | 2 – 2                                                                          | Belgio under 21                                                                | Europeo Under-21 2023 - 1º turno                                               | 1                                                                              |                                                                                |
| 27-6-2023                                                                      | Tbilisi                                                                        | Portogallo under 21                                                            | 2 – 1                                                                          | Belgio under 21                                                                | Europeo Under-21 2023 - 1º turno                                               | -                                                                              | 70’                                                                            |
| Totale                                                                         |                                                                                | Presenze                                                                       | 8                                                                              |                                                                                | Reti                                                                           | 1                                                                              |                                                                                |

## Palmarès

### Club

#### Competizioni nazionali
- Campionato belga: 2

Club Bruges: 2020-2021, 2023-2024
- Division 1B: 1

Westerlo: 2021-2022
- Coppa del Belgio: 1

Club Bruges: 2024-2025